# Ватерланд
Ватерланд (нидерл. Waterland) — община в нидерландской провинции Северная Голландия. Расположена сразу к северу от Амстердама, на востоке омывается водами озера Эйсселмер. Площадь общины: 115,64 км², из них суша составляет только 52,10 км². Население по данным на 2006 год — 17 166 человек. Средняя плотность населения — 148 чел/км².
Населённые пункты общины включают: Брук-ин-Ватерланд, Илпендам, Катвауде,  Маркен, Монниккендам, Оверлек, Эйтдам, Ватерганг и Зёйдервауде.